# Spheroolithus

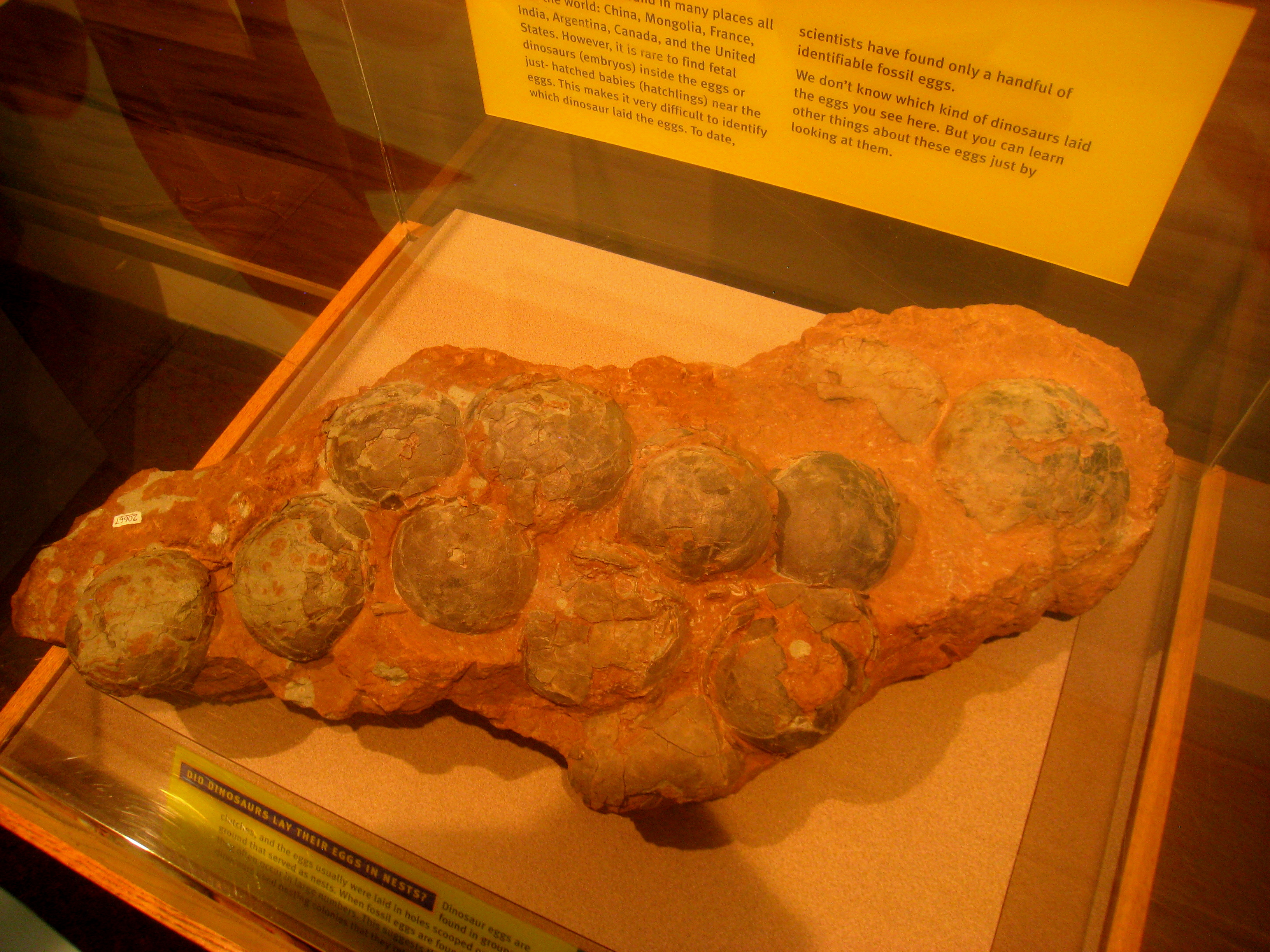
Ous de Spheroolithus trobats a la Xina

Spheroolithus és un oogènere d'ou de dinosaure.